# Mélanie Doutey
Mélanie Doutey (sinh ngày 22 tháng 11 năm 1978) là một nữ diễn viên người Pháp.

## Cuộc đời và Sự nghiệp
lanie làsinh tại Paris, Pháp. Cô  con của nhà sản xuất kiêm đạo diễn Alain Doutey, và nữ diễn viên Arielle Séménoff. Cô được biết đến nhiều về vai diễn trong phim La Fleur du Mal của Claude Chabrol, đóng chung với Nathalie Baye và phim El Lobo - chuyện thật về một nhân viên nội gián trong tổ chức ly khai ETA của xứ Basque. Cô cũng đóng một vai nhỏ trong cuốn video En Apesanteur của ca sĩ Calogero.
Năm 2006, cô được đề cử Giải César cho nữ diễn viên triển vọng cho vai diễn trong phim Il ne faut jurer de rien!, một phim chuyển thể từ vở kịch của Alfred de Musset.

## Đời tư
Mélanie Doutey sống chung với nam diễn viên Gilles Lellouche. Họ có một con gái nhỏ - Ava - sinh ngày 5.9.2009 tại Paris.

## Danh sách phim
- 1998: Les Gens qui s’aiment của Jean-Charles Tacchella đóng chung với Jacqueline Bisset & Richard Berry
- 1999: Mystery Troll, un amour enchanté của Éric Atlan, đóng chung với Maud Rayer & André Oumansky
- 2000: Le Frère du guerrier của Pierre Jolivet đóng chung với Vincent Lindon & Guillaume Canet
- 2001: Le Livre của Magali Negroni avec Valérie Crunchant
- 2002: La Fleur du mal de Claude Chabrol đóng chung với Nathalie Baye, Benoît Magimel & Suzanne Flon
- 2003: Leïla của Gabriel Axel
- 2003: Narco của Gilles Lellouche đóng chung với Guillaume Canet, Benoît Poelvoorde & Zabou Breitman
- 2004: Il ne faut jurer de rien ! của Éric Civanyan đóng chung với Gérard Jugnot, (cô được đề cử giải César).
- 2004: El Lobo của Miguel Courtois đóng chung với Eduardo Noriega, José Coronado & Patrick Bruel
- 2005: Président của Lionel Delplanque đóng chung với Albert Dupontel & Claude Rich
- 2006: On va s'aimer của Ivan Calberac đóng chung với Julien Boisselier & Alexandra Lamy
- 2006: Fair Play của Lionel Bailliu đóng chung với Benoît Magimel & Marion Cotillard
- 2007: Ma place au soleil của Éric de Montalier
- 2007: Ce soir je dors chez toi của Olivier Barroux
- 2009: Le Bal des actrices của Maiwenn Le Besco
- 2009: Rien de personnel của Mathias Gokalp
- 2009: R.T.T. của Frédéric Berthe
- 2010: Une petite zone de turbulences của Alfred Lot

### Truyền hình
- 1998-2001: Chère Marianne của Pierre Joassin, rồi Bernard Uzan, đóng chung với Anny Duperey & Guy Bedos (5 tập)
- 2003: L'Adieu của François Luciani đóng chung với Thomas Jouannet, Catherine Jacob & Jean Benguigui
- 2005: Clara Sheller của Nicolas Mercier đóng chung với Frédéric Diefenthal & Christophe Malavoy
- 2007: Troie, la cité du trésor perdu (Der geheimnisvolle Schatz von Troja) của Dror Zahavi: Sophia Engastromenos
- 2008: Une femme à abattre

## Kịch
- 2003: L'Éventail de Lady Windermere của Oscar Wilde, do Tilly đạo diễn
- 2007: Confidences trop intimes của Jérôme Tonnerre, do Patrice Leconte đạo diễn

## Nhạc
Cô xuất hiện trong clip En apesanteur của Calogero, năm 2002.